# Dumbleyung
Dumbleyung è una città situata nella regione di Wheatbelt, in Australia Occidentale; essa si trova 267 chilometri a sud-est di Perth ed è la sede della Contea di Dumbleyung. Al censimento del 2006 contava 223 abitanti.